# Yuno Gasai
Yuno Gasai (我妻 由乃, Gasai Yuno) é uma personagem fictícia e principal protagonista feminina do mangá Mirai Nikki, criado por Sakae Esuno. Na série, Yuno finge ser um modelo de aluna perfeita para todos, mas no fundo é uma psicopata que está quase obcecada pelo protagonista masculino Yukiteru "Yuki" Amano, e mata sem hesitar para protegê-lo.
Ela e Yuki são escolhidos por deus Ex Machina, o deus do Tempo e Espaço, como participantes do Jogo do Diário, um battle royale da vida real mortal entre eles e outros dez indivíduos que recebem Diários do Futuro, diários especiais que podem prever o futuro, com o último sobrevivente se tornando o herdeiro de Deus. Como o segundo titular do diário, o Diário do Futuro de Yuno é o Yukiteru Diary (雪輝日記, Yukiteru Nikki), um diário de stalker que dá detalhes explícitos sobre o que quer que Yuki esteja fazendo nos últimos 10 minutos. Trabalhando juntos com seus Diários, eles são capazes de resolver os pontos fracos de seus diários.
Na adaptação para anime, Yuno é dublada por Tomosa Murata em japonês, por Brina Palencia na versão em inglês e por Bianca Alencar na versão em português brasileiro. Na adaptação de live-action, Ayame Goriki retrata uma versão diferente e reinventada de Yuno.

## Conceito e criação

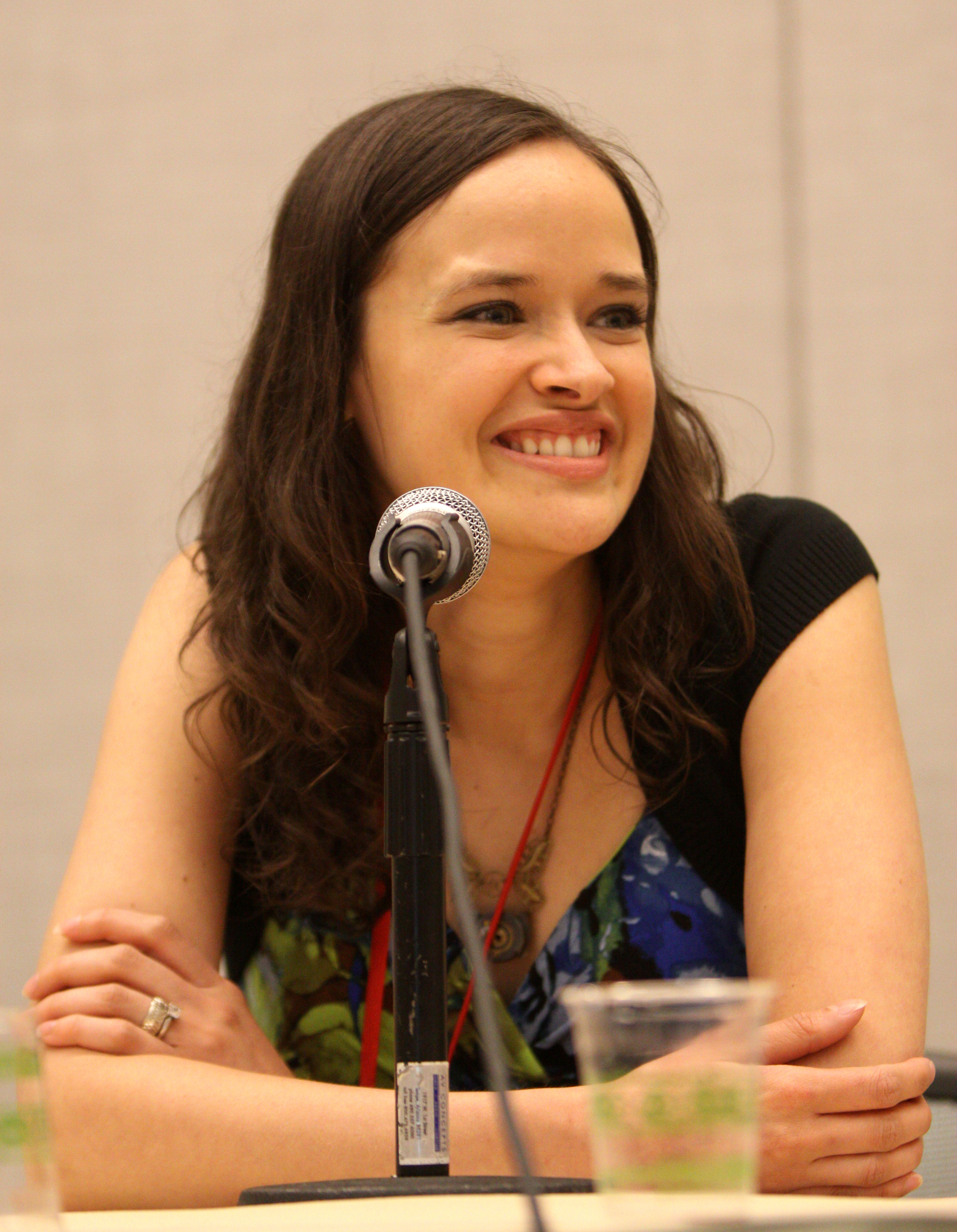
Brina Palencia dá a voz de Yuno Gasai na dublagem em inglês.

### Desenvolvimento
Yuno recebeu o nome de Juno, a antiga deusa romana do amor e do casamento. Em 2009, durante uma entrevista, Sakae Esuno, autor de Mirai Nikki, revelou que escolheu fazer de Yuno uma personagem yandere para que fosse mais difícil para ela e Yuki trabalharem juntos como uma equipe, por que, segundo ele, Yuno é um dos problemas que ele eventualmente teria que enfrentar. Em outra entrevista, Esuno afirmou que Yuno é uma personagem cujo desenvolvimento de algumas facetas e elementos de seu passado explicaria como ela condicionou seu atual eu psicótico. Esuno também foi questionado se Yuno, que está "pronta para sacrificar tudo por amor ao seu herói [Yuki]", era seu tipo de garota ideal e ele simplesmente respondeu que não, dizendo que "conhecer uma garota assim na realidade seria apavorante".

### Caracterização
Yuno é uma jovem garota com olhos rosa e longos cabelos rosa penteados em tranças, duas delas penduradas como mechas frontais com um par de laços vermelhos, e as tranças traseiras nuas. Seu traje mais comum consiste em uma camisa azul com uma fita no peito acompanhada por uma saia azul com meias altas, embora seu figurino mude ocasionalmente ao longo da série. A personalidade de Yuno é ambígua. Na maior parte, ela é uma garota doce, feminina e às vezes tímida quando está perto de Yuki. Mas isso mascara seu lado sombrio e sanguinário - uma psicopata implacável, fria e calculista que tem pouco ou nenhum problema em usar os outros para seus fins: a sobrevivência dela e de Yuki. Ela recorrerá a métodos cruéis e geralmente violentos, na maioria das vezes vindo do nada, que geralmente terminam em mortes sangrentas, do Detentor do Diário ou de qualquer um que a atrapalhe em seu caminho, efetivamente tornando-a uma yandere .
Yuno possui poderes divinos por ter vencido o primeiro Jogo do Diário. Um exemplo de tais poderes é mover estruturas enormes apenas por meio de sua vontade, como quando ela tentou esmagar Yuki. Além de sua inteligência e astúcia, talvez sua habilidade mais temível seja demonstrar proficiência com diferentes tipos de armamento. Isso inclui facas, machados, espadas, pistolas e metralhadoras. Ela também tem bastante conhecimento sobre venenos e drogas, embora raramente os use. Ela também demonstrou ser bastante hábil em infiltração, já que em mais de uma ocasião entrou em um prédio sem ser notada, mesmo quando estava cercada pela polícia.

## Aparências

### EmMirai Nikki

Screenshot do primeiro episódio do anime, com Yuno fazendo sua icônica "cara de Yandare".

No passado, Yuno Gasai foi abandonada em um orfanato quando era bebê e mais tarde adotada por Ushio e Saika Gasai, ambos vindos de famílias de banqueiros. Os primeiros anos de vida de Yuno foram tão felizes e despreocupados quanto os de qualquer garota de sua idade, até que seus pais começaram a ter sérios problemas financeiros. Eles começaram a abusar de Yuno, trancando-a em uma gaiola e cronometrando tudo que ela fazia, desde dormir até comer. Incapaz de suportar mais o abuso, Yuno aproveita uma distração de seus pais para escapar e trancá-los na mesma jaula em que estava trancada. No entanto, Yuno inconscientemente negligencia seus pais e eles morrem de fome; ela esconde suas mortes sob o pretexto de que estão trabalhando no exterior. Um ano antes dos eventos da série, Yuno se apaixona obsessivamente pelo colega Yukiteru "Yuki" Amano, devido a uma promessa que ele fez a ela de irem observar as estrelas juntos. Sem nenhuma razão para viver, Yuno decide dedicar sua vida inteira a Yuki, perseguindo-o por toda parte e registrando tudo o que ele faz em um diário em seu telefone celular.
No início da história, Yuno e Yuki são escolhidos por deus Ex Machina, o deus do Tempo e do Espaço, para serem participantes do Jogo do Diário, um battle royal cujo vencedor sucederá Deus e herdará seus poderes. Como a segunda titular do diário, Yuno se alia a Yuki (o primeiro titular do diário) para matar os dez restantes titulares do diário. Juntos, eles usam o Diário Yukiteru de Yuno, que detalha as ações de Yuki em intervalos de dez minutos, em conjunto com o Diário Aleatório de Yuki, que dá detalhes do que acontece ao seu redor, mas nada sobre ele, a fim de superar as fraquezas de seus próprios diários. Depois de matar a maioria dos detentores dos diários com Yuno, Yuki descobre os cadáveres dos pais de Yuno, bem como um terceiro cadáver, dentro de um quarto de sua casa e aprende através de Aru Akise, um humano artificial criado por Deus para testemunhar os eventos do Jogo do Diário, que na verdade o terceiro cadáver pertence a outra Yuno Gasai e a Yuno que ele atualmente conhece e com quem interage se origina de outra linha do tempo em que ela ganhou o Jogo do Diário tramando e matando o Yuki daquela linha do tempo, mas nem mesmo quem tem o poder de um deus pode ressuscitar os mortos. Em sua tristeza, Yuno voltou no tempo, criando um Segundo Mundo no processo, e assassinou e substituiu seu outro eu.
Exposta no final, Yuno usa seus poderes para voltar ao passado novamente, criando um Terceiro Mundo, a fim de reviver tudo novamente. Yuki e Minene Uryū, a Nona Detentora do Diário, seguem-na para mudar todos os seus terríveis futuros, incluindo o de Yuno para evitar que o Jogo do Diário aconteça. Pensando que está apenas usando Yuki, ela tenta se livrar dele selando-o em uma utopia de ilusões, mas ele se liberta usando seu amor e força. Yuno, percebendo que ela realmente o ama, comete suicídio para deixá-lo vencer o Jogo do Diário, permitindo que ele se torne o Deus do Tempo e Espaço do Segundo Mundo. A Yuno do Terceiro Mundo é capaz de encontrar a felicidade com seus pais e, posteriormente, recebe as memórias de Yuno do Primeiro Mundo de Murumuru. Conforme Yuno ganha as memórias de seu outro eu, ela é escolhida por Deus do Terceiro Mundo para ser sua sucessora como Deusa do Terceiro Mundo. Ela então usa seus poderes divinos recém-dados para criar um caminho para o Segundo Mundo e finalmente se reunir com Yuki enquanto eles se preparam para cumprir sua promessa de observar as estrelas juntos.

### Em outras mídias
No drama de live-action intitulado de Future Diary: Another: World, Ayame Goriki interpreta Yuno Furusaki, uma versão reinventada de Yuno Gasai. No live-action, Yuno é uma das Detentoras do Diário do Futuro, e ela tem uma paixão unilateral e espreitadora pelo protagonista masculino Arata Hoshino (um personagem baseado em Yuki Amano). O Diário do Futuro de Yuno é o Diário de A-kun Diary  (新太君日記, Arata-kun Nikki), que funciona como o Diário de Yukiteru de Gasai, pois permite que Yuno prediga tudo sobre Arata, mas nada sobre si mesma a menos que esteja relacionado a Arata. Ao contrário de sua versão no mangá e anime, Yuno parece ser mais estável mentalmente, já que ela não mostrou nenhuma tendência psicopática e parece ser mais solidária e amigável com Arata. Apesar disso, alguns aspectos da personalidade de Yuno se assemelham à de Gasai, pois ela faz de tudo para garantir a segurança de Arata e também se torna cada vez mais possessiva com Arata, a ponto de afirmar que ela é a única em quem ele pode confiar.
Yuno Gasai também aparece no romance visual baseado no mangá intitulado de Future Diary: The 13th Diary Owner.

## Recepção

### Popularidade
Yuno Gasai se tornou uma personagem extremamente popular entre fãs de de anime e mangá. Ela também se tornou um assunto popular de cosplay, causando uma tendência no Japão onde as mulheres tentavam reproduzir seu visual icônico. Em uma votação de 2013 da BIGLOBE, Yuno foi eleita a personagem yandere mais popular. Em junho de 2020, Yuno foi classificada como a 6º Melhor Personagem Yandere de anime pela Comic Book Resources. Em novembro de 2020, ela foi eleita a 8ª Best & Hottest Yandere Girl In Anime pela OtakuKart. A expressão facial que Yuno faz no final do primeiro episódio de Mirai Nikki se tornou um meme popular na internet conhecido como "Yandere Face" (lit. Rosto de Yandere), e desde então tem sido usada por fãs para associar personagens yandere, com vários internautas editando o rosto de Yuno para torná-lo parecem outros personagens de várias séries de anime ou mangá.

### Resposta da crítica
Em uma resenha de Mirai Nikki, uma escritora identificada como "7mononoke" comentou sobre a psique "fascinante e tóxica" de Yuno, observando como ela mostrou sintomas de vários transtornos mentais e de personalidade ao longo da série, incluindo transtorno dissociativo de identidade e transtorno de personalidade limítrofe e transtorno de personalidade anti-social. 7mononoke também aponta como Yuno "não é apenas memorável como a yandere louca; ela é muito mais". A THEM Anime Reviews descreveu Yuno como um "arquétipo de anime padrão" (yandere), mas elogiou seu desenvolvimento ao longo da série, dizendo que, no final de Mirai Nikki, ela se tornou uma personagem "digna de atenção". Revendo Mirai Nikki, Jacob Chapman, da Anime News Network, criticou Yuno como uma "yandere escrava". O Artifice destacou a representação de Yuno e como ela salta para frente e para trás de "apenas uma adorável estudante média" para uma "assassina furiosa, calculada e de sangue frio".
Sean Cubillas, da Comic Book Resources, chamou Yuno de "garota propaganda" de Mirai Nikki, além de afirmar: "Yuno Gasai é possivelmente o personagem yandere mais famoso de todos os tempos. Seja por seu visual icônico ou pelo fato de que ela sempre mantém o enredo imprevisível, Yuno é definitivamente o tempero que mantém o show interessante. Yuno pode ser a protetora de Yuki que lida com problemas com a cabeça fria ou apenas uma vilã. Ela é uma força verdadeiramente aterrorizante que nunca falha em se agarrar à imaginação das pessoas, e ela carrega esta série da mesma forma que carrega Yuki." Ritwik Mitra, da Screen Rant, disse que Yuno é "facilmente o aspecto mais divertido de toda a série".